# Верх-Пещерка
Верх-Пещерка — деревня в Осинском городском округе Пермского края России.

## Географическое положение
Деревня расположена недалеко от восточного берега Тулвинского залива Воткинского водохранилища на расстоянии менее 2 километров по прямой на восток от села Горы.

## История
Основана в 1814 году, изначальное наименование починок Пещерка соответствует названию местной речки. С 2006 по 2019 год входила в состав Горского сельского поселения Осинского района. После упразднения обоих муниципальных образований стала рядовым населённым пунктом Осинского городского округа.

## Климат
Климат умеренно континентальный. Средняя температура в зимние месяцы −10 °C. Средняя температура в летние месяцы +20 °C. Однако в летнее время не исключены и заморозки.
Количество атмосферных осадков за год около 598 мм, из них большая часть приходится на тёплый период (июнь-июль).
Образование устойчивого снежного покрова происходит в начале ноября. Средняя продолжительность снежного покрова 160—170 дней. Средняя из наибольших декадных высот снежного покрова за зиму — 64 см. Таяние снега начинается в конце апреля.

## Население
Постоянное население составляло 6 человек (100 % русские) в 2002 году, 2 человека в 2010 году.